# Palast von Klungkung

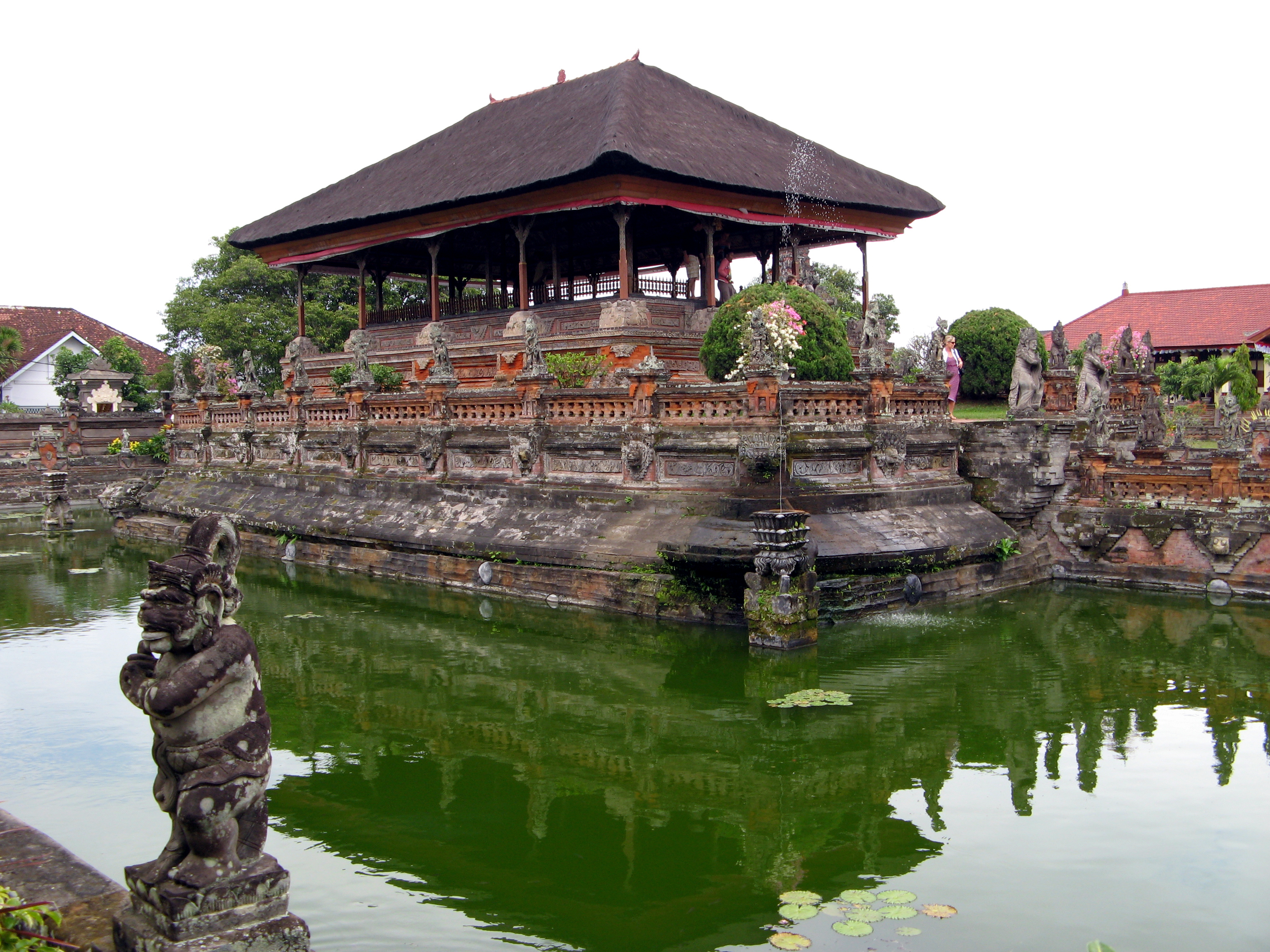
Palast von Klungkung (2008)

Der Palast von Klungkung ist ein historischer Gebäudekomplex in Semarapura (Klungkung), der Hauptstadt des Königreichs von Klungkung (kabupaten) auf Bali in Indonesien. Der Palast (puri) wurde zum Ende des 17. Jahrhunderts errichtet, aber während der niederländischen Eroberung 1908 und Kolonialzeit weitgehend zerstört. Heute dienen die Reste des Palastes mit dem Namen Kertha Gosa Pavilion als Gerichtssitz; das Haupttor trägt das Datum „Saka 1622“ (AD 1700). Innerhalb der Palastanlage liegt auch ein schwimmender Pavillon, der Bale Kambing, der in den 1940er Jahren gebaut wurde. Die Nachkommen des Rajas, der zuvor regierte, leben in dem Palast Puri Agung, einer Residenz im Westen des alten Palastes, die nach 1929 errichtet wurde.

## Die Ursprünge des Palastes
Das Königreich von Klungkung wurde als das größte und wichtigste der neun Königreiche auf Bali zwischen dem späten 17. Jahrhundert und 1908 angesehen. Es war das Erbe des alten Königreiches Gelgel, das die Insel seit langem beherrscht hatte, aber im 17. Jahrhundert zerbrochen war. 1686 (oder nach einer anderen Version 1710) hatte Dewa Agung Jambe I, ein Prinz aus dem Königsadel der Gelgel, sich nach Klungkung begeben (das auch als Semarapura bekannt war) und einen neuen Palast („Puri“) gebaut. Obschon er nicht die Vorrechte seiner Gelgel-Vorfahren besaß, bewahrte der neue Palast einen gewissen Grad an Prestige und eine Vorherrschaft auf der politisch zergliederten Insel. Der Palast wurde in quadratischer Form errichtet, ca. 150 Meter an jeder Seite, mit dem Haupteingang nach Norden. Er war in verschiedene Blöcke mit unterschiedlichen rituellen und praktischen Funktionen gegliedert. Der Komplex zeigte einen tiefen Symbolismus entsprechend einem festgelegten Strukturmuster.

## Kerta Gosa

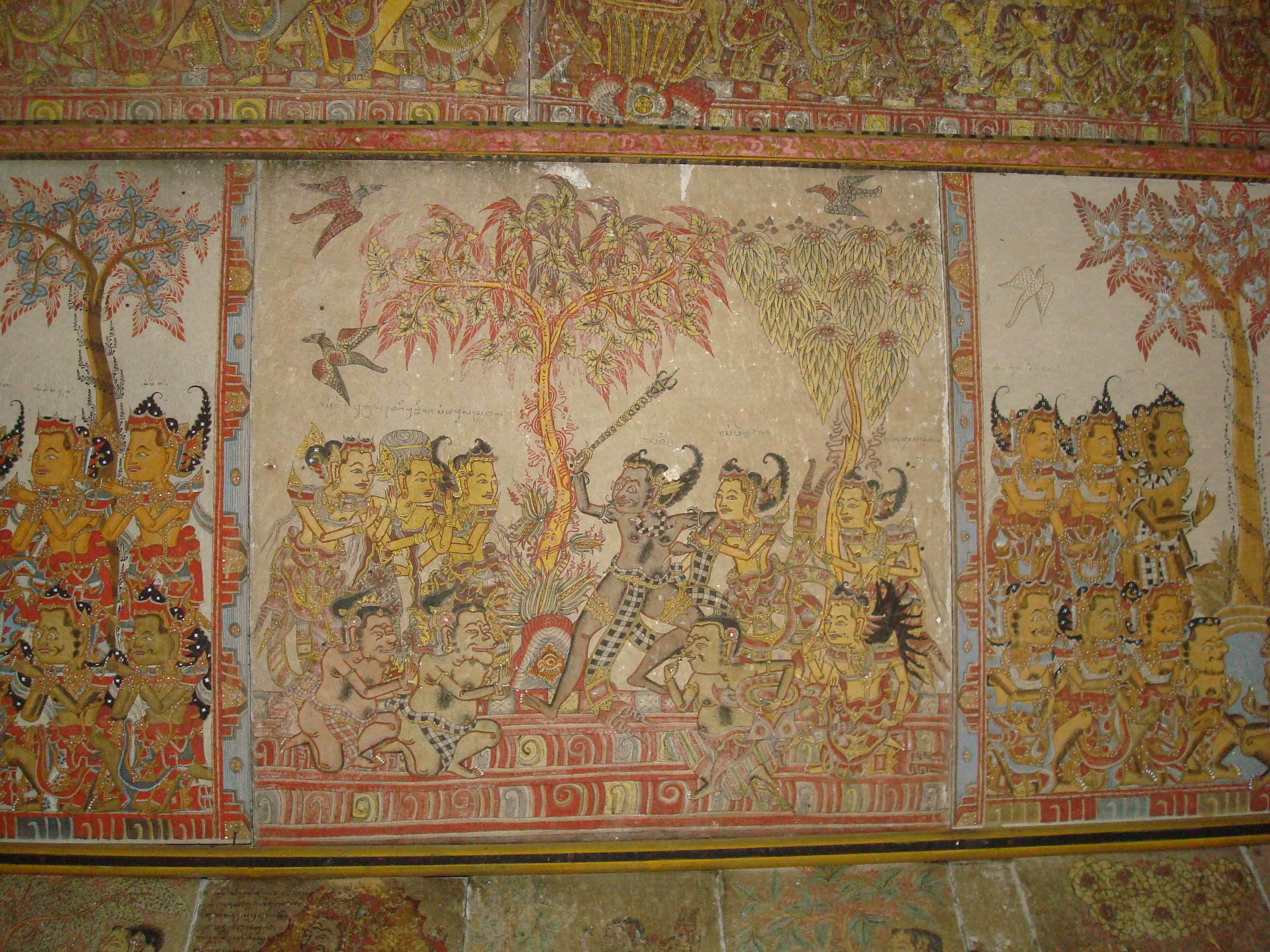
Deckenmalerei im Palast von Klungkung (2011)

Die Stadt war zu jener Zeit bekannt für ihre Kunst, Malerei, Tanz und Musik. Am Ende des 18. Jahrhunderts wurde der Pavillon Kerta Gosa, die Halle der Gerechtigkeit, in der nordöstlichen Ecke der Palastanlage erbaut. Diese Halle zeigte sich typisch für den Architektur- und Malereistil von Klungkung. Kerta Gosa wurde als Höchster Gerichtshof auf Bali geachtet, und Justizfälle, die woanders nicht gelöst werden konnten, gelangten hierher. Drei Brahmanenpriester präsidierten dem Gericht und wurden für ihre harten und unmenschlichen Sprüche bekannt. Die Zuschauer (wie heute die Besucher) konnten die Deckengemälde sehen, auf denen die diversen für sie vorgesehenen Strafen gemalt waren. Die Gemälde des Palastes Kerta Gosa sind herausragende Beispiele des Stiles von Kamasan (oder Wayang).

## Frühe Geschichte
Die Abkömmlinge des ersten Königs, Dewa Agung Jambe (reg. 1686–1722) herrschten mit unterschiedlichem Glück über mehr als zwei Jahrhunderte. Sie waren immer unter dem Titel Dewa Agung bekannt. Dewa Agung Gede alias Surawirya (reg. 1722–1736) tat sich mit dem einflussreichen König von Mengwi zusammen; sie führten eine gemeinsame Expedition nach Java durch. Nach seinem Tod 1736 brachen interne Kämpfe zwischen seinen beiden Söhnen Dewa Agung Gede (Jr.) und Dewa Agung Made aus. Der erstere ersuchte um Hilfe beim Königreich Karangasem, wurde aber besiegt. Den Sieger Dewa Agung Made folgte ein geisteskranker Sohn nach, Dewa Agung Sakti (reg. vor 1769 – Ende des 18. Jh.). Seine Frau floh nach Karangasem, wo ihr Sohn Dewa Agung Putra I aufgezogen wurde. Gegen Ende des 18. Jahrhunderts installierten ihn seine Helfer aus Karangasem auf dem Thron von Klungkung. Dewa Agung Putra I scheint ein starker Herrscher gewesen zu sein, aber er fiel in einer kleinen Schlacht in Bangli 1809. Er hinterließ einen Sohn, Dewa Agung Putra II (reg. 1814–1850) und eine Tochter und Co-Regentin, Dewa Agung Istri Kanya.

## Der niederländische Einfluss
Zusammen mit den anderen Rajas auf Bali unterzeichnete Dewa Agung Putra II 1843 einen Vertrag mit der niederländischen Kolonialverwaltung, aber die verschiedenen Interpretationen des Vertrags sorgten schon bald für Reibung. Dies war der Hintergrund für drei niederländische militärische Expeditionen 1846, 1848 und 1849. Die letzte dieser Expeditionen drang in das Territorium von Klungkung ein. Die Königin Dewa Agung Istri Kanya erkämpfte gegen die Niederländer einen Waffenstillstand: Dies führte zu einem allgemeinen Besinnen zwischen den Rajas von Bali und den niederländischen Kolonialbehörden. In den folgenden Jahrzehnten wurde das Königreich von einem Enkel von Dewa Agung Sakti regiert, Dewa Agung Putra III (reg. 1851–1903). Er war ein aktiver Herrscher, der sich in die Angelegenheiten anderer südlicher Königreiche auf Bali einmischte, die nur nominell dem niederländischen Ostindien angeschlossen waren. 1885 kerkerte er den Raja von Gianyar ein, und 1891 war er Hauptverantwortlicher bei der Zerstörung des Königreichs von Mengwi. Nach 1900 machte sich die niederländische Vorherrschaft auch im Süden Balis verstärkt bemerkbar. In dieser Situation starb Dewa Agung Putra III; sein Sohn Dewa Agung Jambe II folgte ihm nach (reg. 1903–1908). Er nahm eine abwehrende Haltung gegen die sich ausbreitende Kolonialverwaltung ein.

## Der Untergang von Klungkung
Mehrere Ereignisse, vor allem die Plünderung des gestrandeten Schiffes Sri Kumala 1904, führten 1906 zu einem erneuten militärischen Vorgehen der Niederländer. Die Kolonialtruppen nahmen Badung nach einem Puputan („Ende der Alten Welt“) ein, einer Selbstmordattacke gegen die Angreifer. Zwei Jahre später führte ein ähnliches Ereignis zu einer Bestrafungsexpedition gegen Klungkung. Die lokale balinesische Elite wählte einen letzten Aufstand gegen die Niederlande. Dewa Agung Jambe II, die Mitglieder seiner Familiendynastie und ihre Anhänger setzten sich aus dem Palast ab und gingen, gegen die überlegene niederländische Streitmacht kämpfend, in einen Massenselbstmord, einen Puputan. Der Kampf, der am 18. April 1908 stattfand, setzte sich bis zum Tod der letzten Kämpfer fort, der auch Frauen und Kinder einschloss.
Nach dem Puputan wurden die überlebenden Mitglieder der Königsfamilie exiliert; der Palast wurde zu weiten Teilen dem Erdboden gleichgemacht. 1929 wurde der Familie erlaubt zurückzukehren, sie siedelte sich in dem neu erbauten Palast (puri) Agung an. Heutzutage erinnert ein nahe dem ehemaligen Palast gelegenes Museum an die Geschichte von Klungkung und an den Puputan. Im Norden des Palastes wurde ein Denkmal zur Erinnerung an das Ereignis errichtet.